# 4474 Proust
4474 Proust (1981 QZ2) là một tiểu hành tinh vành đai chính được phát hiện ngày 24 tháng 8 năm 1981 bởi Henri Debehogne ở La Silla.